# Elena Vasílievna Glínskaya
Elena Vasílievna Glínskaya fue una noble de familia Glinskiai del Gran Ducado de Lituania, y siendo la segunda esposa de Basilio III de Moscú fue Gran Princesa de Moscú. Desde 1533, año en el que quedó viuda, hasta su muerte en 1538, fue regente de los dominios de su esposo debido a la minoría de edad del hijo de ambos, Iván IV el Terrible.

## Biografía
Hija del Príncipe lituano Vasili Lvóvich Glinski y de la Princesa Ana Jakšić de Serbia. Basilio III se divorcia de su primera mujer Solomonia Sabúrova, al no poder esta darle descendencia, para casarse con Elena debido a su gran fortuna. En su lecho de muerte, Basilio III le entrega el poder hasta la mayoría de edad de su hijo. Las crónicas de la época no nos dan mucha información sobre el estatus de Elena en esta época, sólo que su posición era similar a la de una regente y que los boyardos estaban bajo su mando. Por esto, el periodo comprendido entre 1533 y 1538 es conocido como "El reinado de Elena".
Elena se opuso a la reivindicación de los hermanos de su marido Yuri de Dmítrov y Andréi de Stáritsa a quienes encarceló en 1534 y 1537 respectivamente. El reinado de Elena también es conocido por los frecuentes conflictos entre ella y el Patriarca de Moscú a causa de la comprometedora relación de la regente con el joven boyardo Iván Fiódorovich Ovchina Télepnev-Obolenski.
El año 1535, Elena pone en marcha una reforma de la moneda, introduciendo el dengá de plata, que trajo consigo un sistema monetario único dentro del Principado de Moscú. En política exterior, firma la paz con el Gran Ducado de Lituania el año 1536.
Algunos historiadores sostienen que fue envenenada (restos de mercurio fueron hallados en su osamenta) por la familia Shuiski que usurpó el poder tras su muerte el año 1538.

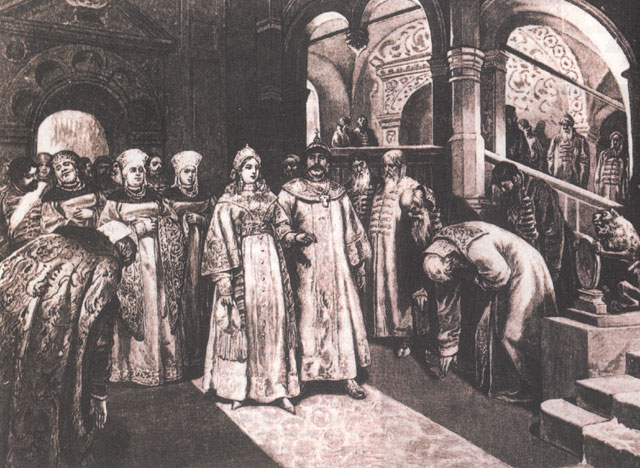
Basilio III presenta a Elena en la corte.

- Datos: Q240150
- Multimedia: Elena Glinskaya / Q240150

PPA MONO